# Phoxinellus alepidotus
Phoxinellus alepidotus é uma espécie de peixe actinopterígeo da família Cyprinidae.
Pode ser encontrada nos seguintes países: Bósnia e Herzegovina e Croácia.
Os seus habitats naturais são: rios e sistemas cársticos interiores.
Está ameaçada por perda de habitat.